# Шон Лестер
Шон Лестер (1888–1959), је био ирски дипломата и последњи генерални секретар Друштвa народа (1940–1946).